# Rehman
Pour les articles homonymes, voir Rehman (homonymie).
Rehman (23 juin 1921 - 5 novembre 1984) est un acteur de cinéma indien dont la carrière s'étend à partir de la fin des années 1940 jusqu'à la fin des années 1970. Il faisait partie intégrante de l'équipe Guru Dutt, et est connu pour ses rôles dans les films Pyaasa (Assoiffé, 1957), Ka Chand Chaudhvin (1960), Sahib Bibi Aur Ghulam (1962) et Waqt (1965).